# Santa Cruz Xitla
Santa Cruz Xitla es una localidad del estado mexicano de Oaxaca. Es cabecera del municipio de Santa Cruz Xitla.

## Demografía
| Censo | Población |
| ----- | --------- |
| 1900  | 707       |
| 1910  | 806       |
| 1921  | 781       |
| 1930  | 902       |
| 1940  | 1095      |
| 1950  | 1185      |
| 1960  | 1502      |
| 1970  | 1894      |
| 1980  | 1108      |
| 1990  | 2766      |
| 1995  | 2926      |
| 2000  | 3334      |
| 2005  | 3501      |
| 2010  | 3857      |
| 2020  | 3968      |